# Jean-Louis Tauran
Jean-Louis Pierre Tauran (Bordeaux, 5 aprile 1943 – Hartford, 5 luglio 2018) è stato un cardinale e arcivescovo cattolico francese.

## Biografia

### Ministero sacerdotale
È ordinato sacerdote il 20 settembre 1969 per l'arcidiocesi di Bordeaux dall'arcivescovo Marius-Félix-Antoine Maziers; nel 1973 si trasferisce a Roma dove si laurea in diritto canonico. Dal 1975 lavora nella nunziatura apostolica a Santo Domingo e dal 1979 in quella del Libano; lavora nella Curia romana come sotto-segretario per i rapporti con gli Stati, dal 1989.

### Ministero episcopale e cardinalato
Il 1º dicembre 1990 è elevato da papa Giovanni Paolo II alla dignità arcivescovile della sede titolare di Telepte con il ruolo di segretario per i rapporti con gli Stati. Dallo stesso papa Wojtyła è consacrato nella basilica di San Pietro in Vaticano il 6 gennaio 1991, co-consacranti gli arcivescovi Giovanni Battista Re e Justin Francis Rigali, entrambi poi cardinali. 
Diventa archivista e bibliotecario della Chiesa cattolica il 24 novembre 2003. Papa Giovanni Paolo II lo innalza alla dignità cardinalizia nel concistoro del 21 ottobre 2003. Ha un ruolo notevole nelle relazioni diplomatiche in occasione della guerra in Iraq. Sottolinea l'importanza del dialogo e delle Nazioni Unite per risolvere i conflitti e dichiara che "una guerra di aggressione unilaterale costituirebbe un crimine contro la pace e una violazione della Convenzione di Ginevra".
Successivamente dichiara che i fatti accaduti in Iraq dimostrano che paradossalmente i cristiani erano più tutelati durante il regime di Saddam Hussein.
L'11 febbraio 2005 riceve dall'Accademia Bonifaciana di Anagni il "premio internazionale Bonifacio VIII" e presiede al convegno "A 75 anni dai Patti Lateranensi", tenendo la lectio magistralis di apertura su "I Rapporti tra Stato e Chiesa", pubblicata integralmente sull'Osservatore Romano.
Dal 25 giugno 2007 è presidente del Pontificio consiglio per il dialogo interreligioso e presidente della Commissione per le relazioni religiose con i musulmani.
Dal 21 febbraio 2011 ricopre la carica di cardinale protodiacono, e come tale ha l'incarico, il 13 marzo 2013, di annunciare l'elezione di papa Francesco, dopo la rinuncia di papa Benedetto XVI del febbraio 2013. Il 19 marzo successivo impone il pallio al neo eletto pontefice, durante la messa di inizio del pontificato, come da consuetudine spettante al cardinale protodiacono. 
È membro della Commissione cardinalizia di vigilanza sullo I.O.R. e, dal giugno 2013 al maggio 2014, anche della Pontificia commissione referente sul medesimo istituto. Il 12 giugno 2014 opta per l'ordine presbiterale, mantenendo invariata la diaconia elevata pro illa vice a titolo presbiterale.
Il 20 dicembre dello stesso anno è nominato camerlengo e presta giuramento il 9 marzo 2015.
Muore il 5 luglio 2018, all'età di 75 anni, negli Stati Uniti, dove si era recato per curare la malattia di Parkinson che da tempo lo aveva colpito. Le esequie vengono celebrate il 12 luglio all'altare della cattedra della basilica di San Pietro in Vaticano dal cardinale Angelo Sodano, decano del collegio cardinalizio, e al termine delle stesse, papa Francesco presiede il rito dell'ultima commendatio e della valedictio; la salma viene poi tumulata nella basilica di Sant'Apollinare, sua chiesa titolare.

## Genealogia episcopale e successione apostolica
La genealogia episcopale è:
- Cardinale Scipione Rebiba
- Cardinale Giulio Antonio Santori
- Cardinale Girolamo Bernerio, O.P.
- Arcivescovo Galeazzo Sanvitale
- Cardinale Ludovico Ludovisi
- Cardinale Luigi Caetani
- Cardinale Ulderico Carpegna
- Cardinale Paluzzo Paluzzi Altieri degli Albertoni
- Papa Benedetto XIII
- Papa Benedetto XIV
- Papa Clemente XIII
- Cardinale Enrico Benedetto Stuart
- Papa Leone XII
- Cardinale Chiarissimo Falconieri Mellini
- Cardinale Camillo Di Pietro
- Cardinale Mieczysław Halka Ledóchowski
- Cardinale Jan Maurycy Paweł Puzyna de Kosielsko
- Arcivescovo Józef Bilczewski
- Arcivescovo Bolesław Twardowski
- Arcivescovo Eugeniusz Baziak
- Papa Giovanni Paolo II
- Cardinale Jean-Louis Tauran

La successione apostolica è:
- Arcivescovo Joseph Salvador Marino (2008)
- Arcivescovo Ambrose Madtha (2008)